# Admiral Hipper
L'Admiral Hipper fou un creuer pesant pertanyent a la Kriegsmarine alemanya que participà en la Batalla de l'Atlàntic de la Segona Guerra Mundial. Va ser el líder de la classe Admiral Hipper, que incloïa els seus germans Blücher, Prinz Eugen, Seydlich i Lützow, tot hi que els dos últims mai foren completats. Va rebre el seu nom en honor del almirall alemany Franz von Hipper, comandant de l'escamot de creuers de batalla durant la Batalla de Jutlàndia l'any 1916 durant la Primera Guerra Mundial i més tard comandant en cap de la Hochseeflotte.
La nau va ser iniciada a les drassanes de Blöhm & Voss, a Hamburg, el 6 de juliol de 1935. Fou avarada set mesos més tard, el 6 de febrer del següent any, i assignada poc abans de la guerra, el 29 d'abril de 1939. sota el comandament del Kapitän zur See Helmuth Heye.
L'Admiral Hipper tingué un paper destacat a la guerra. Durant la Operació Weserübung liderà l'atac i el desembarcament sobre Trondheim. En aquesta operació enfonsà el destructor anglès HMS Glowworm a prop de la costa de Noruega. Més tard, el desembre de 1940, feu una incursió a l'Atlàntic per dur a terme ràtzies contra els mercants aliats. Aquesta operació, però, no tingué massa èxit. Al febrer de 1941 l'Admiral Hipper feu una altra incursió a través de l'Estret de Dinamarca, aquest cop enfonsant un gran nombre de naus mercants. La nau va ser llavors enviada a Noruega a participar en les operacions contra els combois soviètics, culminant en la batalla del Mar de Barents, a la que enfonsà el destructor HMS Achates i el minador Bramble, però fou danyada pels creuers lleugers HMS Sheffield i HMS Jamaica, que l'obligaren a retirar-se.
Degut al fracàs en aquesta batalla, Adolf Hitler ordenà el desmantellament de tota la flota de superfície. L'almirall Karl Dönitz el va convèncer del contrari i, per tant, l'Admiral Hipper va ser ancorat a Kiel per reparacions. L'èxit de Dönitz va ser parcial, però, ja que no va poder convèncer del tot Hitler sobre la utilitat de la flota de superfície, el que va fer que se li destinessin molts menys recursos. De resultes d'això, l'Admiral Hipper mai fou acabat de reparar. El 3 de maig de 1945 la nau fou greument danyada per bombarders de la RAF. La seva tripulació, doncs, el va barrinar per evitar que caigués en mans enemigues. Al juliol del mateix any, però, el vaixell fou reflotat i enviat a la Badia de Heikendorf, on fou desmantellat entre el 1948 i el 1952. La seva campana està exposada a la Torre de la marina de Laboe.

## Història
L'Admiral Hipper va participar en la invasió alemanya de Noruega (Operació Weserübung). El 8 d'abril de 1940 s'enfrontà amb el destructor britànic HMS Glowworm al nord-oest de Trondheim (la tercera major ciutat noruega). Després d'intercanviar foc i malgrat el perill fatal, el Glowworm girà per encaixonar l'Admiral Hipper, causant-li danys abans de ser enfonsat.
El 9 d'abril va arribar al port de Trondheim. Les tropes que van desembarcar van ocupar la ciutat a les primeres hores, hissant la bandera nazi a la fortalesa de Kristiansten i a altres edificis municipals abans que la major part de la població es llevés.
Després de ser reparat de danys menors, l'Admiral Hipper operà amb els creuers Scharnhorst i Gneisenau per atacar les rutes de subministrament britàniques. A l'octubre de 1940, l'Admiral Hipper necessitava una revisió en profunditat de la seva maquinària i tornà a Kiel. Tot i aquest treball, es realitzaren dos temptatives per tornar a l'Atlàntic, que van haver d'abandonar-se per la problemes mecànics i incendis. Les reparacions es portaren a terme a Kiel i a Hamburg, retardant la seva tornada al servei actiu fins a desembre.
Finalment aconseguí sortir a l'Atlàntic sense ser detectat i operà atacant mercants, amb seu a Brest.
El primer atac, sobre el comboi de tropes WS-5A va tenir lloc el desembre de 1940. Tot i que un dels creuers britànics d'escorta, el HMS Berwick, va ser greument danyat, l'impacte sobre el comboi va quedar limitat a dos mercants danyats. Problemes mecànics i escasses reserves de combustible van obligar a l'Admiral Hipper a tornar a Brest. Les reparacions van durar un mes.
L'Admiral Hipper tornà a l'Atlàntic l'1 de febrer de 1941. El 12 de febrer interceptà el comboi SLS-64, que navegava sense escorta. 7 vaixells de 19 van ser enfonsats, però el comboi es disgregà i, amb l'ajut del mal temps, aconseguí escapar. Amb pocs projectils de 203mm, l'Admiral Hipper tornà a Brest el 14 de febrer de 1941.
El creuer tornà a Kiel via l'estret de Dinamarca, arribant-hi el 28 de febrer. Allà va ser reparat, realitzant-se diverses modificacions per incrementar la capacitat dels dipòsits de combustible per augmentar el seu radi d'acció.
Des de març de 1942, l'Admiral Hipper va ser destinat a Noruega per portar a terme accions contra els combois àrtics, i com preparació contra una acció britànica a Noruega. La nit de cap d'any de 1942 participà en el fracassat atac alemany contra el comboi JW-51B; a on enfonsà el dragamines HMS Bramble i al destructor HMS Achates. Tot i la seva força, l'atac va ser rebutjat i l'Admiral Hipper resultà danyat. Tornà a Wilhelmshaven, on va ser decomissat i desplaçat a Gotenhafen.
Donada la desil·lusió amb la flota de superfície de la Kriegsmarine, l'Admiral Hipper no va tornar a estar preparat per tornar al servei actiu fins al gener de 1945, quan, tot i que només parcialment reparat, va usar-se per evacuar refugiats i soldats ferits del Front Oriental.
Va quedar varat al port de Kiel el 2 de maig de 1945, i va ser desballestat entre 1948 i 1949.

## Comandants
Període de construcció
- KzS Hellmuth Heye: 12 d'abril de 1939 – 29 d'abril de 1939

Servei actiu
- KzS Hellmuth Heye: 29 d'abril de 1939 – 3 de setembre de 1940
- KzS / KADM Wilhelm Meisel: 3 de setembre de 1940 – 10 d'octubre de 1942 (promogut a Contraalmirall l'1 de setembre de 1942.)
- KzS Hans Hartmann: 10 d'octubre de 1942 – 16 de febrer de 1943
- KzS Fritz Krauss: 16 de febrer de 1943 – 1 d'abril de 1943

Decommissioned: 1 d'abril de 1943 – 1 de març de 1944
- KzS Hans Henigst: 1 de març de 1944 – 3 de maig de 1945